# Прусій III Однозубий
Прусій III Однозубий (*Προυσίας ὁ Μονόδους, д/н — 149 до н. е.) — цар Віфінії у 167 до н. е.—149 до н. е. роках.

## Життєпис
Був старшим сином Прусія II, царя Віфінії. Стосовно матері Прусія є різні версії: або син Апами IV, доньки Філіпа V, царя Македонії, або донькою фракійського царя Діегіла. Втім з огляду на стоматологічний дефект — зуби не відділялися один від одного: вся верхня щелепа складалася з однієї кістки, проміжки між зубами були намічені лише тоненькими борозенками — свідчить про належність до материнської лінії царів Епіру, що через Фтію були родичами Філіпа V. Саме через цей дефект (відомий як гемінація та шизодонтія) Прусій дістав прізвисько Монодент («Однозубий»). Тому, можливо, було навпаки — Прусій III був сином Апами IV, а його зведений брат Нікомед II — доньки Діегіла.
Після 167 року до н. е. оголошується батьком своїм співволодарем. Втім напевне був досить малим, щоби брати участь у державних справах. Лише з 150-х років до н. е. під час походу батька проти Пепргамського царства Прусій III залишався царем у Віфінії.
У 149 році до н. е. у ході вторгнення його брата Нікомеда за підтримки пергамського царя Аттала II разом з батьком чинив спротив, але марно. Невдовзі після повалення того ж року за наказом брата Прусія III було вбито.